# الاتحاد المصري لتنس الطاولة
الاتحاد المصرى لتنس الطاولة

## نشأة الاتحاد
دخلت لعبة تنس الطاولة مصر حوالى عام 1920 وكان يمارسها عدد قليل من أفراد الجاليات الأجنبية في أنديتهم التي كانت موجودة في ذلك الوقت (اليونانية والفرنسية والإيطالية). كما كانت تمارس أيضاً في جمعيات الشبان المسيحية التي كان يشترك فيها عدد لا بأس به من الشباب المصريين.

## انتشار اللعبة
يرجع الفضل في انتشار اللعبة في مصر إما لهذه الأندية وإما إلى الاستعمار البريطاني الذي كان مسيطراً على وزارة المعارف (وزارة التربية والتعليم حالياً) فانتشرت من خلال برامج التربية البدنية والنشاط الرياضي بالمدارس، وهكذا استمر انتشارها تدريجياً حتى أخذت شكلاً تنظيمياً في عام 1952.

## تأسيس الاتحاد
تأسس الاتحاد المصرى لتنس الطاولة في عام 1932 بالرغم من أن اشتراك مصر الفعلى كعضو في الاتحاد الدولى تم في عام 1928 إلا أنها لم تواظب على عضويتها في الاتحاد الدولي إلا عندما أعيد انضمامها إليه رسمياً عام 1934 بعد تأسيس اتحادها.

## مشاركات مصر
اشتركت مصر بفريقها الأهلى عام 1937 في بطولة العالم التي أقيمت في فينا. كانت عدد الدول المشتركة في هذه البطولة وقتئذ 14 دولة. كما اشتركت مصر عام 1938 في بطولة العالم التي أقيمت في لندن، وجاء ترتيبها متأخراً في كلتا البطولتين. في مارس من عام 1939 نظمت مصر بطولة العالم لأول مرة بالقاهرة حيث فازت فيها بالمركز الخامس من بين 13 دولة مشتركة في هذه البطولة.
في عام 1948 اشتركت مصر في بطولة العالم المقامة في لندن بفريق من الرجال – ولأول مرة – بلاعبة واحدة في فريق السيدات هي خديجة أبو هيف حيث فازت بالمرتبة الثانية بين السيدات في بطولة الترضية. كما وصل اللاعب المصرى مصطفى أبو هيف إلى الدور قبل النهائي. وصلت مصر في هذه البطولة إلى المركز الخامس بين 30 دولة مشتركة.
في عام 1951 اشتركت مصر في بطولة العالم التي أقيمت في فينا. كما اشتركت مصر أيضاً في البطولة الدولية التي أقيمت في الهند عام 1954م، وفي البطولة الإسلامية بكراتشي وفي بطولة لاهور الدولية المقامة في نفس العام. أحرزت مصر في هذه البطولات الثلاثة الأخيرة نتائج طيبة خاصة في زوجي الرجال.
في عام 1954 اشتركت مصر في بطولة العالم المقامة في لندن، واعتبرت مصر في هذا الوقت من دول الدرجة الأولى في تنس الطاولة. وفيها فازت مصر بالمركز الخامس (رجال) من بين 28 دولة مشتركة. وقد وصلت خديجة أبو هيف إلى الدور النهائي في هذه البطولة.
اشتركت مصر أيضاً في بطولة العالم المقامة في طوكيو عام 1956 وفي عام 1959 أحرزت مصر (الجمهورية العربية المتحدة – الإقليم الجنوبي في هذا الوقت) نتئاج لا بأس بها في بطولة العالم المقامة في مدينة «ورنت مونت» بألمانيا الغربية، ووصل ترتيبها إلى المركز الخامس في المجموعة المكونة من 9 دول كما وصل فريق زوجي الرجال إلى الدور قبل النهائي. عادة ما تقام بطولات العالم كل عامين منذ 1957 وقد اشتركت مصر في بطولات العالم حتى بطولة شنغهاي 2005 .
تشارك مصر في العديد من البطولات الإقليمية مثل الدورات العربية والدورات الأفريقية ودورات البحر المتوسط، وعادة ما تفوز فيها بمراكز متقدمة. أما بالنسبة للدورات الأوليمبية فقد اشتركت مصر في الدورة الرابعة والعشرين المقامة في سول بكوريا الجنوبية عام 1988 وأيضاً في دورة برشلونة في 1992 إلا أنها لم تحصل على مراكز متقدمة فيها. لم تشترك مصر في دورة أتلانتا عام 1996، ولكنها اشتركت في دورة سيدني 2000 بفريقي رجال وسيدات.
بالنسبة للاعبين المصريين المشهورين في تنس الطاولة حالياً فهم عادل مسعد وهو مصنف رقم 110 على مستوى العالم وفقاً لما أعلنه الاتحاد الدولى لتنس الطاولة في يناير 1993 . كما صنف أشرف حلمي تحت رقم 160، وشريف الساكت تحت رقم 144 وأشرف صبحي تحت رقم 248.
بالنسبة للاعبات المشهورات في تنس الطاولة فهن نهال مشرف والمصنفة رقم 195 وشيرين الألفي المصنفة رقم 228 ومن السيدات المصريات المشهورات اللاتي يحزن البطولة أيضاً في الدورات الإقليمية نجد بسنت عثمان وشيماء عبدا لعزيز ورشا الديب.
طبقا لتصنيف الاتحاد الدولى لتنس الطاولة قبل بطولة العالم والذي أعلن في أبريل 2005 والذي أعلن على شبكة المعلومات الدولية في الموقع الخاص بالاتحاد الدولى لتنس الطاولة:
- ناشئين تحت 21 سنة: إسلام سنبل 194، خالد جمال 199، أحمد أشرف 211، محمد صالح 255، محمد صبحي 303.
- ناشئات تحت 21 سنة: أية الله أشرف 173، رؤى مجدي 145، سارة عبد العزيز 256، رانيا حسن 280 .
- ناشئين تحت 18 سنة: إسلام سنبل 61، أحمد أشرف 69، محمد صالح 92، محمد طارق 114، عمرو اسر محمود 144، وسام سنبل 172.

في تصنيف فرق الرجال الصين، كوريا الشمالية المركز الثاني، أستراليا المركز الثالث، وتحتل مصر المركز التاسع والعشرون برصيد 164 نقطة. في تصنيف فرق السيدات الصين المركز الأول، وهونج كونج المركز الثاني، كوريا الشمالية المركز الثالث، وتحتل مصر المركز 46
تعتبر مصر من الدول الرائدة في مجال تنس الطاولة على المستوى الاقلمية. فقد تم تأسيس الاتحاد العربي لتنس الطاولة عام 1956 برئاسة «محمد نديم»، وقد إشترك في تأسيس هذا الاتحاد (10) دول عربية. أقيمت أول دورة رسمية بالإسكندرية عام 1956. استمر مقر هذا الاتحاد بالقاهرة منذ نشاته حتى عام 1976، حيث تم نقله إلى الرياض بالمملكة العربية السعودية وفي عام 2001 تم انتخاب الاستاذ معتز عاشور أمينا لصندوق الاتحاد العربي لتنس الطاولة.
تم تكوين الإتحاد الإفريقي للعبة عام 1961 وكان مقره بالقاهرة. وقد أقيمت البطولة الأفريقية الأولى بالإسكندرية عام 1962. وكان عدد الدول المشاركة (11) دولة.
تأسست «اللجنة الدولية لدول البحر المتوسط لتنس الطاولة» عام 1968، حيث عين أنور السادات رئيساً لها وأمين أبو هيف نائباً للرئيس. أقيمت الدورة الأولى بالإسكندرية عام 1968. حققت مصر الجائزة الذهبية في دورة الألعاب الأفريقية ومنهم دينا مشرف وعمر عصر.